# Harakat al-Muthanna
Pour les articles homonymes, voir Al-Muthanna (homonymie).
Le Harakat al-Muthanna al-Islamiyyah (arabe : حركة المثنى الإسلامية, « Le Mouvement islamique al-Muthanna ») était un groupe rebelle djihadiste actif de 2012 à 2016 lors de la guerre civile syrienne.

## Historique
Le groupe est actif dans l'ouest du gouvernorat de Deraa et à l'intérieur de la ville de Deraa même. En mars 2016, il s'allie à la Brigade des martyrs de Yarmouk, un groupe accusé par ses adversaires d'avoir secrètement prêté allégeance à l'État islamique, et affronte à ses côtés le Front al-Nosra, l'Armée syrienne libre et Ahrar al-Cham,. Cependant fin mars, la partie du groupe Harakat al-Muthanna active à l'intérieur de la ville de Deraa — pro-Al-Qaïda et hostile à un rapprochement avec l'EI — fait scission et fonde la Brigade Al-Mourabitoune,. Le 12 avril 2016, le reste du Harakat al-Muthanna, actif dans l'ouest du gouvernorat de Deraa, annonce sa fusion avec la Brigade des martyrs de Yarmouk. 